# Świerczyn-Bęchy
Świerczyn-Bęchy – kolonia wsi Świerczyn w Polsce, położona w województwie mazowieckim, w powiecie płockim, w gminie Drobin.
W latach 1975–1998 kolonia administracyjnie należała do województwa płockiego.